# Antoine Kambanda
Antoine Kambanda (Nyamata, 10 novembre 1958) è un cardinale e arcivescovo cattolico ruandese, dal 19 novembre 2018 arcivescovo metropolita di Kigali.

## Biografia

Stemma, con gli ornamenti esteriori dello scudo di quando era arcivescovo

Antoine Kambanda è nato il 10 novembre 1958 a Nyamata, distretto di Bugesera, nella Provincia Orientale del Ruanda.

### Formazione e ministero sacerdotale
Ha ricevuto l'ordinazione sacerdotale l'8 settembre 1990, presso Kabgayi, per imposizione delle mani di papa Giovanni Paolo II, al termine del suo viaggio apostolico in Ruanda (1º settembre-10 settembre 1990); si è incardinato, trentunenne, come presbitero dell'arcidiocesi di Kigali.

### Ministero episcopale
Il 7 maggio 2013 papa Francesco lo ha nominato, cinquantaquattrenne, 4º vescovo di Kibungo; è succeduto a monsignor Kizito Bahujimihigo, dimessosi appena cinquantacinquenne il 29 gennaio 2010 a causa di "gravi problemi finanziari" nella diocesi e minacce da parte delle banche creditrici di sequestrare beni diocesani. Ha ricevuto la consacrazione episcopale il successivo 20 luglio, davanti alla Cattedrale di Saint-André, per imposizione delle mani di Thaddée Ntihinyurwa, arcivescovo metropolita di Kigali, assistito dai co-consacranti Smaragde Mbonyintege, vescovo di Kabgayi, e Philippe Rukamba, vescovo di Butare; ha preso possesso della diocesi durante la stessa cerimonia. Come suo motto episcopale il neo vescovo Kambanda ha scelto Ut vitam habeant, che tradotto vuol dire "Affinché essi abbiano la vita".
Il 19 novembre 2018 papa Francesco lo ha promosso, sessantenne, arcivescovo metropolita di Kigali; è succeduto al settantaseienne Thaddée Ntihinyurwa, dimissionario per raggiunti limiti d'età. È rimasto amministratore apostolico di Kibungo dal 17 dicembre 2018 al 1º aprile 2023.

### Cardinalato
Il 25 ottobre 2020, durante l'Angelus, papa Francesco ha annunciato la sua creazione a cardinale nel concistoro del 28 novembre seguente ; appena sessantaduenne, è il primo porporato ruandese nella storia della Chiesa.
È membro della Congregazione per l'evangelizzazione dei popoli, dal 16 dicembre 2020, e della Congregazione per l'educazione cattolica, dal 29 settembre 2021.
Il 26 giugno 2022 ha preso ufficialmente possesso del titolo di San Sisto.
Dal 2 dicembre 2022 è presidente della Conferenza episcopale del Ruanda.
Il 7 e 8 maggio 2025 ha partecipato come cardinale elettore al conclave che ha portato all'elezione di papa Leone XIV.

## Genealogia episcopale e successione apostolica
La genealogia episcopale è:
- Cardinale Scipione Rebiba
- Cardinale Giulio Antonio Santori
- Cardinale Girolamo Bernerio, O.P.
- Arcivescovo Galeazzo Sanvitale
- Cardinale Ludovico Ludovisi
- Cardinale Luigi Caetani
- Cardinale Ulderico Carpegna
- Cardinale Paluzzo Paluzzi Altieri degli Albertoni
- Papa Benedetto XIII
- Papa Benedetto XIV
- Papa Clemente XIII
- Cardinale Bernardino Giraud
- Cardinale Alessandro Mattei
- Cardinale Pietro Francesco Galleffi
- Cardinale Giacomo Filippo Fransoni
- Cardinale Carlo Sacconi
- Cardinale Edward Henry Howard
- Cardinale Mariano Rampolla del Tindaro
- Cardinale Rafael Merry del Val
- Arcivescovo Duarte Leopoldo e Silva
- Arcivescovo Paulo de Tarso Campos
- Cardinale Agnelo Rossi
- Arcivescovo Thomas Anthony White
- Arcivescovo Thaddée Ntihinyurwa
- Cardinale Antoine Kambanda

La successione apostolica è:
- Vescovo Papias Musengamana (2022)
- Vescovo Jean-Marie Vianney Twagirayezu (2023)
- Vescovo Jean Bosco Ntagungira (2024)